# Carlo Odescalchi
Carlo Odescalchi, S.J. (Roma, 5 de marzo de 1785 – Módena, 17 de agosto de 1841) fue un cardenal y arzobispo católico italiano.

## Biografía
Carlo Odescalchi nació en el palacio de su familia, en Roma, fue el segundo hijo varón de Valeria Caterina Giustiniani y Baldassare Erba Odescalchi, duque de Sirmio y príncipe del Sacro Imperio Romano Germánico. Por el lado paterno, era sobrino trinieto del Papa Inocencio XI, sobrino nieto de cardenal Benedetto Erba Odescalchi y sobrino del cardenal Antonio Maria Erba Odescalchi. Por el lado materno, era sobrino del cardenal Giacomo Giustiniani.
Después de ser educado en casa por su padre, Odescalchi estudió en Hungría, donde estuvo con sus padres durante la ocupación francesa de Roma, de 1798 a 1800, y adquirió doctorado en Derecho Canónico y Civil en 1809. Recibió la tonsura clerical en 1797 y, finalmente, fue ordenado presbítero el 31 de diciembre de 1808.
Al conocer a José Pignatelli y con la restauración de la Compañía de Jesús por el Papa Pío VII, en 1814, Odescalchi comenzó a considerar la posibilidad de unirse a ellos, pero fracasó debido a la insistencia de su hermana Vittoria, que quería vivir cerca de él y usó de su influencia con el Papa para convencerlo de posponer su entrada para un momento más apropriado. Sin embargo, tras el matrimonio de Vittoria, tres años más tarde, el propio pontífice decidió mantenerlo cerca y lo nombró auditor papal.
Pío VII, después de ser libertado de los franceses, envió a Odescalchi dos veces en misiones especiales a Olomouc: primero, en 1815, al cardenal Antonín Theodor Colloredo-Waldsee, arzobispo de aquella ciudad; y segundo, en 1819, para presentear con el barrete púrpura al cardenal Rodolfo de Austria. De 1814 a 1820, Odescalchi sirvió como vicario de la Basílica de Letrán, auditor del Tribunal de la Rota Romana para Austria, auditor papal y canónigo de la Basílica de San Pedro.
El 10 de marzo de 1823, el Papa nombró a Odescalchi arzobispo de Ferrara y lo hizo cardenal presbítero con el titulus de los Santos XII Apóstoles. Recibió la sagración episcopal el día 25 de mayo seguinte, de las manos del cardenal Giulio Maria della Somaglia, obispo de Ostia y de Velletri, el cual fue asistido por los también cardenales Giuseppe della Porta Rodiani, patriarca latino titular de Constantinopla, y Lorenzo Girolamo Mattei, patriarca latino titular de Antioquia. De esa forma, él participó en el cónclave que tuvo lugar en aquel año, y que eligió al Papa León XII.
Odescalchi sirvió como legado pontificio en la abertura de la Puerta Santa en la Basílica de Letrán para el Año Nuevo de 1825. Renunció al gobierno pastoral de Ferrara el 2 de julio de 1826 y, tres meses después, fue nombrado presidente de la Congregación para obispos y religiosos. Participó en los cónclaves de 1829 y de 1831, que eligieron, respectivamente, a Pío VIII y a Gregorio XVI.
En los años siguientes, asumió diversos cargos cardenalicios: optó por el puesto de los cardenales obispos y asumió la Diócesis suburbicaria de Sabina-Poggio Mirteto (que él dejó junto con el cargo de prefecto de obispos y religiosos el 30 de noviembre de 1838); arcipreste de la Basílica de Santa María la Mayor (1832-1834); vicecanciller de la Santa Iglesia Romana (1833-1834); comendatario de San Lorenzo en Dámaso (1833-1834); vicario general de Roma (1834-1838); presidente de la Congregación para la Residencia de los obispos (1834-1838); presidente de la Visita Apostólica Extraordinaria (1834).
En octubre de 1837, Odescalchi sometió al Papa Gregorio XVI su resignación de todos sus cargos y títulos para entrar a la Compañía de Jesús, pero el pontífice se negó. Él se dispuso a asistir al pueblo durante la epidemia de cólera que se extendió en Roma por aquel tiempo.
El 31 de diciembre de 1837, Odescalchi presidió la ordenación presbiteral de Vincenzo Gioacchino Raffaele Luigi Pecci, el futuro Papa León XIII. En 1838, nombrado gran prior de la Orden Soberana y Militar de Malta, pidió nuevamente abdicar de todos sus cargos al Papa, que, ante esa situación inusual, organizó una comisión de cardenales para estudiar su petición. La comisión le aconsejó aceptarlo y así se hizo en el consistorio del 30 de noviembre de 1838. Finalmente, al inicio del mes siguiente, Odescalchi se volvió novicio de la Compañía de Jesús e hizo su profesión religiosa el 2 de febrero de 1840. Después, dirigió una actividad misionera en el norte de Italia.
Odescalchi falleció prematuramente a los 56 años de edad, en la mañana del 17 de agosto de 1841, en una escuela jesuita de Módena. Su cuerpo fue expuesto y sepultado en la iglesia de San Bartolomé, anexa a dicha escuela. La correspondencia posterior a su muerte sugiere que muchos lo consideraban un santo.
El 31 de marzo de 1927, se llevó a cabo el reconocimiento canónico de sus restos mortales y su proceso de beatificación permanece abierto.

## Otros proyectos
- Wikimedia Commons alberga una categoría multimedia sobre Carlo Odescalchi.